# Cinctorres
Cinctorres es un municipio de la Comunidad Valenciana, España, perteneciente a la provincia de Castellón, en la comarca de Los Puertos de Morella. Su población es de 442 habitantes (INE 2024).

## Geografía
El municipio está emplazado en un pequeño altiplano entre el monte Bovalar y el valle del río Caldés.
Cinctorres gracias a su situación ofrece unas espectaculares vistas paisajísticas, para ello solo es necesario acercarse hasta la Roca Roja, desde la cual se puede admirar la Roca Parda, separada de la anterior por el cauce de la rambla Sellumbres. Desde esta posición se puede apreciar el vuelo de los buitres, que anidan en las inmediaciones de estas rocas.
Sus montes están poblados en su mayoría por "pino negral", encinas, enebros, guillomas, gayubas, etc. Además de especies aromáticas como el espliego, tomillo, té, poleo, manzanilla, salvia. Cuenta con una abundante fauna: liebres, conejos, ardillas, tejones, zorros y jabalíes.

### Localidades limítrofes
Todolella, La Mata de Morella, Portell de Morella, Castellfort, Morella y Forcall todas ellas en la provincia de Castellón.

## Historia

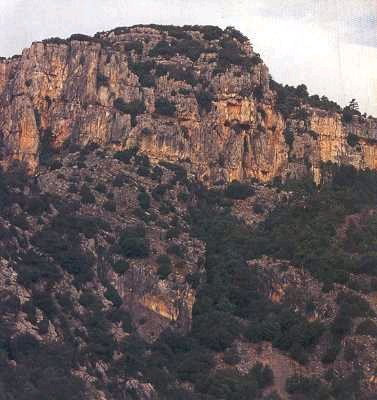
Roca Parda.

En el término municipal se encuentran yacimientos que reflejan el paso de varias civilizaciones por el municipio. Así, se han encontrado restos de la Edad del Hierro, de los íberos, algún pequeño resto romano y también visigótico. Hace falta destacar el hallazgo de la placa de un cinturón visigodo, que actualmente se encuentra al Museo Provincial de Bellas Artes de Castellón.
En los últimos siglos de la época islámica se cree que la mayoría de localidades de los término de Cinctorres estaban ocupadas. Estas localidades podían ser pequeños asentamientos o bien alguna fortificación, situada en alguna cumbre, como el Fossar de los Moros y los Castellets. Cinctorres fue conquistado el 1232 por Blasco de Alagón, incorporándose a las denominadas aldeas de Morella y donado a la familia En Torre, cuyo blasón formado por cinco torres dio nombre a la población. Las relaciones con Morella nunca fueron buenas, estando en cualquier conflicto Cinctorres del bando opuesto, por si en caso de ganar podían conseguir la independencia. En 1358, Cinctorres se fortifica con motivo de la guerra de Castilla. En 1369, el rey Juan I, ante sus quejas los concedió un margen de autonomía. En la sucesión de Martín el Humano, Morella se puso a favor de Fernando de Antequera y el resto de aldeas en contra. Un ataque de Morella a Cinctorres provocó la rendición de todas las aldeas. Tras más conflictos en Morella, fue finalmente en 1691 cuando Cinctorres logra la independencia con el resto de ocho aldeas aprovechando la falta de dinero de la monarquía. Aun cuando Morella se opuso, el 9 de febrero de 1691 Carlos II firmaba el privilegio por las ocho aldeas, que pasaban a ser villas. De especial relevancia fue el siglo XIX en Cinctorres, puesto que en toda la comarca se vivieron intensamente las tres guerras carlistas. Los finales de siglo XIX e inicios del XX, Cinctorres, como en otros pueblos de la comarca, verá un desarrollo de la industria textil, en este caso especialmente de la faja. La figura del fajero, persona que se dedicaba a vender fajas por el resto de España así como el sur de Francia, está estrechamente atada en Cinctorres. El siglo XX, como otras muchas zonas rurales de montaña, fue un siglo marcado por la despoblación. Cinctorres padeció una fuerte emigración, especialmente con destino a Barcelona y su área metropolitana.

## Demografía
Cinctorres cuenta con una población de 442 habitantes (INE 2024).
| Gráfica de evolución demográfica de Cinctorres entre 1842 y 2021                                                    |
| |
| Población de derecho según los censos de población del INE Población de hecho según los censos de población del INE |

En 1511 tenía unos 400 habitantes, 1537 en 1900, 598 en 1994 y en el último censo, el 2019, tenía 391.

## Economía
La principal actividad económica, al igual que en otras localidades de interior, es la ganadería, existiendo un gran número de explotaciones de ganado porcino. En los últimos años y dada la importancia que cada vez más va adquiriendo el turismo de interior ha habido un incremento de alojamientos rurales, como complemento a la actividad agraria. Junto a un reducido número de comercios existe además un crecimiento de las empresas de construcción y de servicios.

## Administración y política
| Periodo   | Nombre                 | Partido                  |
| --------- | ---------------------- | ------------------------ |
| 1979-1983 | Mosen Vito             | AP                       |
| 1983-1987 | José María Marín       | UCD                      |
| 1987-1991 | José Gisbert           | PSPV-PSOE                |
| 1991-1995 | José Gisbert           | PSPV-PSOE                |
| 1995-1999 | José Gisbert           | PSPV-PSOE                |
| 1999-2003 | Joan Manuel Ferreres   | PSPV-PSOE                |
| 2003-2007 | Antonio Ripollés Ortí  | PSPV-PSOE                |
| 2007-2011 | Antonio Ripollés Ortí  | PSPV-PSOE                |
| 2011-2015 | Antonio Ripollés Ortí  | PSPV-PSOE                |
| 2015-2019 | Antonio Ripollés Ortí  | PSPV-PSOE                |
| 2019-2023 | Mireia Mestre Membrado | Agrupació Per Cinctorres |

## Patrimonio

### Religioso

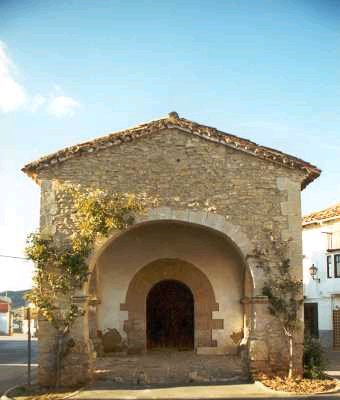
Ermita de San Luis.

- Ermita de San Marcos (siglo XVI). En el año 1588 ya estaba en servicio
- Ermita de San Pedro Mártir (siglo XVII). En el año 1627, ya se habla del "camí de Sant Pere" y de las fincas limítrofes a la ermita.
- Ermita de San Luis Beltrán (siglo XVII) (1674). Ermita situada en medio de la población que cuenta con un gran pórtico.
- Ermita de Nuestra Señora del Pilar (siglo XVIII). Se terminó el 29 de octubre de 1763.
- Ermita de San Vicente Ferrer (siglo XIX). Dentro de la población.
- Ermita del Santo Calvario (siglo XIX). La ermita ya estaba terminada en el año 1855.
- Ermita de la Virgen de Gracia (siglo XIX). Construida y terminada el 14 de junio de 1875. Dedicada al culto de la Virgen de Gracia, patrona de Cinctorres. Iglesia parroquial

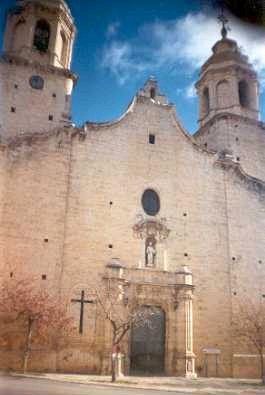
Iglesia parroquial

- Iglesia parroquial de San Pedro Apóstol (siglo XVIII). De estilo neoclásico. Consta de tres naves, un espacio crucero y dos torres gemelas que siguen el orden arquitectónico de la fachada. Se empezó a construir el 1 de agosto de 1763 siendo los maestros de obras José Dolz y José Ayora después de 19 años de trabajos, terminó bendiciéndose e inaugurándola el 28 de septiembre de 1782. En su interior se hallan frescos de Oliet y Cruella, también, como piezas de orfebrería, cruces góticas de plata de los Santalínea, punzón de Morella del siglo XV, un Cáliz del año 1597, un lienzo del año 1630 y el Lignum Crucis del año 1664. También guarda ricos ornamentos litúrgicos y dos rosarios de oro traídos desde Manila por el fraile cinctorrano José de la Torre, en el año 1754.

### Civil
- Torre de los Moros. Torre auxiliar de la cual se desconoce la fecha de construcción. Es de planta cuadrangular, de 3'60x3'70 m, con portal adintelado al norte. Cuenta con restos visibles de cuatro plantas.

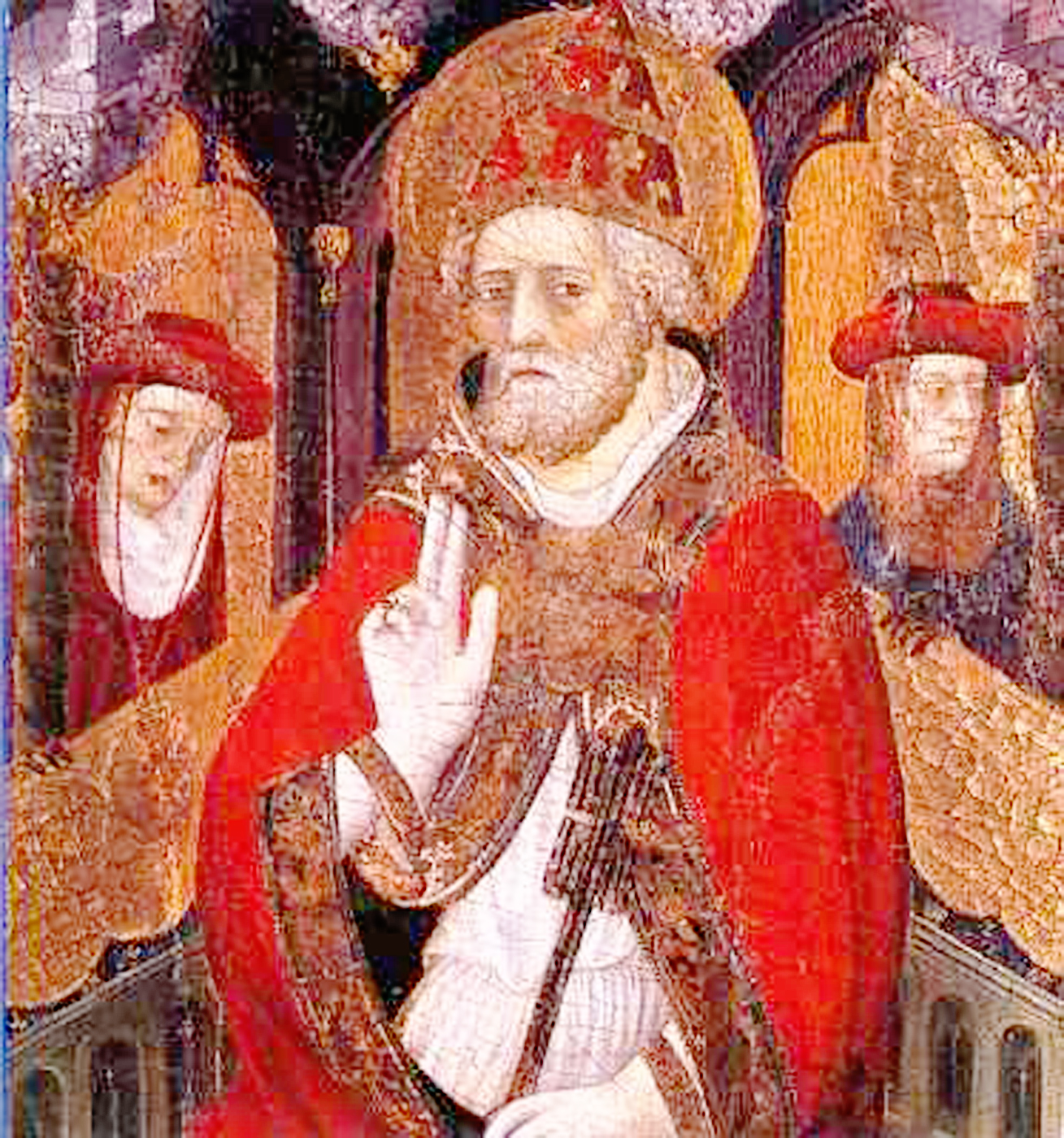
Retablo

- Casco urbano. La parte más antigua la constituye la plaza Vella, en ella se puede apreciar el edificio consistorial.
- Ayuntamiento. La fecha más probable de su construcción, de estilo gótico tardío civil, sería el siglo XVI, atendiendo a la tipología formal de dichas edificaciones y a que el 20 de octubre de 1562 consta que la Justicia ya se reunió bajo un cobertizo en donde hoy está esta casa. Se pueden visitar dos tablas góticas de gran valor artístico.
- Antiguo Hospital. En la misma plaza se encuentra este edificio del siglo XVI, el cual, en la actualidad, acoge una colección Museográfica permanente, en la que se muestran fósiles, así como objetos de la actividad laboral y vida cotidiana del municipio en tiempos pasados.
- Palacio de los San Juan (siglo XVII). Se trata de un ejemplo clásico de tipología de palacio urbano, con elementos originales de arquitectura gótica con reestructuración de finales del XVIII de carácter neobarroco. En su interior se puede admirar un verdadero tesoro artístico, constituido por el pavimento de una gran sala formado por multitud de baldosas de cerámica con motivos de animales.
- Casa Capellanets. Cuenta con un impresionante alero y portada de medio punto, casa solariega del siglo XVII de estilo veneciano. Morada de los Ferreres desde 1840. Su nombre es debido a la cuna de religiosos i religiosas de la familia.
- Casa del Fidebé. Con portada de medio punto.

## Lugares de interés
En su término municipal existen diversas fuentes como son: la "Fuente de Vinaixa", "Fuente de Santa Creu", "Fuente del Maset" o la "Fuente del Baci", al lado de la cual se encuentra la "Fuente de Na Fustera", la cual ha sido actualmente recuperada, ya que se encontraba enterrada. Impresionante la Roca Parda y la Roca Roja en la Rambla Sellumbres por su espectacular vista y hábitat de buitres.

## Fiestas locales
- San Antonio Abad. Se hacen a finales de enero y principios de febrero (30, 31 y 1). La "Santantonà" representación teatral de la vida del santo. El sábado por la mañana se va al bosque a buscar la leña para montar la barraca (hoguera). Por la tarde se trae hasta el pueblo, paseándola por las calles del pueblo con caballerías. Por la noche, se bendice a los animales con reparto de "coquetes" y una copita de aguardiente.
- Romerías. La primavera es época de romerías a varias ermitas. En todas ellas se bendicen las primas y los términos, que se encargan de repartir los organizadores de las romerías, denominados mayorales. El domingo más próximo al 25 de abril se hace la romería a la ermita de San Marcos. El siguiente domingo se celebra la romería a San Pedro. El segundo sábado del mes de mayo tiene lugar la romería a San Cristóbal de Sarañana, y al día siguiente, se hace la romería a la Virgen María de Gracia.
- San Cristóbal. El segundo fin de semana de julio se celebra San Cristóbal de los chóferes. La fiesta consiste en la bendición de los coches del pueblo y en una comida popular.
- Fiestas patronales. La última semana de agosto son las fiestas patronales, en honor a la Virgen María de Gracia. Los actos más importantes son la procesión del farol, las novenas, los bueyes de calle y las verbenas al salón de fiestas. Los días previos a las fiestas se realiza una semana cultural.

## Gastronomía
La gastronomía cinctorrana es la típica de una zona de montaña. destacan los embutidos, el jamón y el frito, que consiste en carne frita y que se conserva durante todo el año en aceite. En los dulces encontramos pasteles, coquetes y almendrats, y la collà (cuajada).